# Plenitev Rima (1527)
Plenitev Rima (leta 1527) je bila v zgodovini doslej zadnja in najhujša plenitev Rima.

## Opis dogajanja

### Zgodovinsko ozadje
Dolgotrajna vojna med Francijo in Nemčijo, med Francom I. in Karlom V. za prevlado v Evropi je prinesla ljudstvu veliko gorja. Tudi po Italiji so čutili njene posledice: nemški landknehti in španski najemniki so ropali in pustošili vsevprek.
Glede odnosov med Francijo in Nemčijo je papež Klemen sprva razglašal neuvrščenost, po Karlovi zmagi pri Paviji leta 1525 pa se nasljednje leto pridružil »Sveti ligi« s Francijo na čelu, da bi preprečil obkroženje Papeške države in da bi Špance izgnali iz Italije. To je povzročilo katoliški zadevi neizmerno škodo, ker je novovercem omogočilo neomejeno širjenje po Nemčiji, cesarjeva krdela pa so se obrnila najprej proti papežu. Ne smemo pozabiti, da je Giulio Medici kot kardinal bil uspešen diplomat na strani Karla V. in zato mu je Karel izdatno pomagal k izvolitvi; Karel je pravzaprav takrat od vseh vladarjev bil najbolj zvest katoliški stvari. Zato je papeževa nestanovitnost povzročila toliko hujšo zamero.
Maja 1527 so cesarski najemniki krenili na jug; njihovega poveljnika je zaradi neposlušnosti vojakov zadela kap in tako so podivjani vojaki proti večeru 6. maja vdrli v Rim ter začeli po večnem mestu pleniti, ropati, požigati in moriti v tako imenovanem Sacco di Roma. Sodobniki so v katastrofi videli izpolnitev Božje sodbe, ki je zadela renesančni - takorekoč poganski Rim. 5. junija je v Angelski grad pobegli papež tudi padel v ujetništvo, iz katerega se je rešil šele po šestih mesecih s tem, da je moral popustiti pred mnogimi cesarjevimi zahtevami 1529 z Barcelonskim mirom, čemur je sledilo kronanje Karla V., ki ga je opravil papež Klemen v Bologni. To je bilo tudi zadnje papeško kronanje svetorimskih cesarjev.

### Obleganje in zavzetje Rima
V zgodovini poznamo štiri plenitve Rima. Zgodovinarji menijo, da je bila ta zadnja plenitev in ropanje večnega mesta v celi zgodovini najhujše. To je pomenilo tudi najtežje trenutke Klemenovega papeževanja. Na papeža je poslal svoje landknehte torejnemški cesar Karel V., ki mu je bil Klemen prej vdan; ko pa je postal papež, se je povezal z njegovim nasprotnikom francoskim kraljem. Karel ga je najprej poskušal zlepa izvabiti iz »svete lige«; ko se mu to ni posrečilo, pa je naščuval starega rivala Medičejcev, kardinala Pompeja Colonna, da naj bi papeža umoril in ga nadomestil na papeškem prestolu. Papež je obljubil, da bo zopet s cesarjem, a je bil prisiljen skleniti mesečno premirje in umakniti svoje čete iz Milana; vendar se je zopet prestopil na stran svete lige. Dogodki so prehitevali drug drugega:
Zjutraj, 6. maja 1527, v zavetju nenavadno goste megle, je poveljnik in glavar krdela cesarske odprave Karel Borbonski dal ukaz za napad na Rim – "Babilon". Luteranski landknehti (:lanzichenecchi luterani), z napihnjenimi oblekami, noži in sulicami, ki jih je vodil Tirolec Frundsberg, so pridrveli iz Nemčije, da bi napravili konec papeževi duhovni in svetni oblasti; bili so polni sovraštav do papeže, o katerem so poslušali od reformatorjev le slabe reči; španski tercieros, znani po svoji krutosti in brezobzirnosti, so bili določeni za poniževanja cerkvenega kneza, ki si je upal nasprotovati Karlu V. s spodbujanjem Konjaške lige; raznolike italijanske tolpe, ki so živele od ropanja in kraje in pustolovski klateži, ki sta jih vodila visoka poveljnika Ferrante Gonzaga in Marcantonio Colonna - vse je družila skupna misel: uničiti renesančni Rim.
To raznoliko in podivjano vojaštvo, ki mu je bilo vcepljeno sovraštvo zoper »Roma meretrix« (»vlačugarski Rim«), brez plačila in natančnejših naročil, je dobilo proste roke za vse vrste zlorab, bogoskrunstev in pokolov, ter prevzelo oblast v večnem mestu skozi več dni.
Prebivalstvo je bilo skoraj popolnoma presenečeno; sam Klemen VII. je odločno vztrajal v molitvi v svoji kapeli, kajti »ni mogel verjeti, da bodo oni prišli noter«, kot je zapisal Cellini. Ravno tiste dni je odpustil močno krdelo švicarske garde, čeprav se je zavedal, da se bližajo cesarske čete. Zaupal je namreč v posredovanje »svete lige« pod vodstvom Cerija – močnega le v domišljavosti, gobezdavosti in nečimrnosti; oni bi moral braniti mestne zidove z vojsko neizkušenih Rimljanov, sestavljeno iz uradnikov, obrtnikov in obiskovalcev gostiln - je v tistem usodnem trenutku bilo obzidje skoraj brez obrambe.

### Plenjenje, ropanje in uničevanje
Sodobni zgodovinar Guicciardiniglede tega pravi:
| Guicciardini: Storia d'Italia, libro XVIII | Guicciardini: Zgodovina Italije, XVIII. knjiga |
| --- | --- |
| “Udivansi per tutto infiniti lamenti di quegli che erano miserabilmente tormentati ; tutte le cose sacre, i sacramenti, e le reliquie de’ santi, delle quali erano piene tutte le chiese, spogliate de’ loro ornamenti, erano gittate per terra; aggiungendovi la barbaria tedesca infiniti vilipendi.” | "Slišati je bilo do neba vpijoče žalostinke tistih, ki so jih vojaki nebrzdano nadlegovali; z vseh svetih premetov, svetih posod in svetniških relikvij, ki so jih bile polne vse cerkve, so trgali njihovo okrasje ter jih metali po tleh; temu je nemško barbarstvo dodajalo še neskončno zaničevanje." |

Najemniki Karla Burbonskega in Frundsberga  so tako hiteli, ker so jim bili za petami vojaki svete lige; pri obleganju Rima je Karel Burbonski padel mrtev zadet od krogle in v nekaj urah so podivjani vojaki vdrli v mesto brez pravega poveljstva ter začeli uničevati vse, kar jim je prišlo pod roke. Reumont pravi:
»Dogajale so se grozovitosti«, katerih posledic ne bodo mogla izbrisati stoletja; v primeri s to plenitvijo in ropanjem so bile prejšnje plenitve Rima le otroške igre. To uničevanje je v prah sežgalo čudoviti Rim Leona X., konec je napravilo veselemu življenju, razgnalo je renesančni umetniški svet, neštevilnim družinam je prineslo sramoto in revščino. Španci so tekmovali z Nemci v žalostnem pustošenju: prvi so bili nečloveško iznajdljivi, drugi pa divje barbarski. Z enakim pohlepom in porogljivo poželjivostjo so pustošili cerkve, samostane, palače in stanovanja.«
Uničevali so najlepše umetnine, najdragocenejše knjige, najredkejše rokopise in listine iz papeške pisarne ter jih nastiljali svojim konjem. Poklali so več kot osem tisoč ljudi in oskrunjali ženske. Nemški luteranski najemniki so prirejali požrtije in pijanke po cerkvah in samostanih, kjer so oltarji nadomeščali mize, kelihi pa čaše. Pijani, s kardinalskimi klobuki na glavi in oblečeni v cerkvena oblačila, so divjali po mestu in pred očmi za verige privezanih očetov in mož onečaščali njihove hčerke in žene.
Nekega kardinala so vrgli v trugo in ga tako vlačili po mestu; nekega duhovnika so hoteli prisiliti, da bi obhajal osla; končno so se zbrali v Vatikanu v neki kapeli, odstavili papeža Klemena VII. in razglasili za papeža Lutra. Pozneje so v mesto vdrli tudi kmetje kardinala Colonna, ki so kar tekmovali z Nemci in Španci v uničevanju. To je bil tako imenovani sacco di Roma (ropanje Rima).

### Žrtev švicarske garde
Švicarska garda, ki jo je prvič najel Sikst IV., je bila tokrat postavljena pred prvo veliko preizkušnjo. 1527. leta, med t. i. četrto plenitvijo Rima, ko je podivjana vojska Karla V. napadla Rim ter ga plenila, se je maloštevilna švicarska garda 6. maja v bližini bazilike Sv. Petra zoperstavila napadalcem ter tako Klemenu VII. omogočila, da je prek skrivnega prehoda iz Petrove bazilike preoblečen v trgovca pobegnil v Angelski grad, kjer je ostal ujet sedem mesecev. V spopadu z najemniki in luteranskimi landknehti je umrlo 147 od 189 švicarskih gardistov. Preživeli so le tisti, ki so spremljali papeža med begom v Angelski grad. Od takrat velja 6. maj kot praznični dan švicarske garde.
Klemen VII. se je torej zaprl skupaj z zvestimi švicarskimi vojaki v neosvojljivo trdnjavo; čez mesec dni pa se je bil prisiljen vdati premoči tudi zaradi lakote - in sprejeti ponižujoče pogoje vključno z izgubo več mest Papeške države. Strahovitemu pustošenju je napravil konec šele izbruh kuge, ki je menda med razbojniki odnesla 30.000 žrtev, kosila pa tudi med Rimljani. Dejstvo je, da je število prebivalcev od 900.000 padlo na tretjino, po nekaterih virih celo na petino. Papež Klemen V. je obljubil velikansko odkupnino cesarju, da bi se rešil ujetništva; zapustil je Rim in se začasno nastanil v Orvietu. 

### Sprava in zadnje cesarsko kronanje
Papeževi zavezniki so medtem napredovali in skoraj izrinili cesarsko vojsko tudi iz Neapeljskega kraljestva ; ko pa ji je cesar poslal pomoč, je »sveta liga« pretrpela poraz za porazom. Kljub temu se je pozneje v Barceloni Karel V. pobotal s papeževimi odposlanci; nato je on sam krenil v Italijo in se v Bologni srečal s papežem. Ko sta rešila politične in cerkvene zadeve: da so se Medičejci zopet lahko vrnili na oblast v Florenci, in da je dobil nazaj zasedene dele Papeške države - je papež slovesno kronal Karla V. za svetorimskega cesarja 24. februarja 1530. To je bilo zadnje kronanje svetorimskih cesarjev, ki ga je opravil rimski papež.

## Ocena
- Krščanski svet je z gnusom sprejemal novice o plenitvi Rima. Sam cesar Karel je izjavil, da se je to dogajalo mimo njegove vednosti in volje; v znamenje žalovanja je ob rojstvu sina Filipa odpovedal vse slovesnosti; vendar ima prav Cantù [13], ki pravi: »Karel V. je bil v mesarjenju kriv toliko, kolikor je kriv tisti, ki usmeri hudournik na njivo, ne da bi predvidel uničevanje, katerega potem ne bo mogel preprečiti.«
- Mnenje sodobnikov pa Varchi [14] povzema takole:

»Pametnejši ljudje verjamejo, da hoče ta neljub dogodek postaviti papeško dostojanstvo v tisto nekdanjo preprostost in uboštvo; ker papeži niso dorasli posvetnim zadevam, naj se posvečajo samo duhovnim. Po tem hrepenijo in to odobravajo mnogi sodobniki zaradi brezštevilnih zlorab in pohujšljivega vedenja prejšnjih papežev; tudi že med ljudstvom je mogoče slišati, da pastirska palica in meč ne pašeta skupaj.«
- Razdejanje Rima ni predstavljalo le simbolične spremembne političnega položaja na polotoku. Pomeni odločilno zgodovinsko prelomnico v dosežkih renesančne Italije in znamenje španske nadoblasti, ki se bo raztegnila čez celo stoletje in še čez. Povzročilo je poleg tega konec sijajnega umetniško-kulturnega rimskega obdobja; v nasprotju s tem se je prelevilo v slog manierizma, ki ga bodo umetniki kot Parmigianino, Vaga, Fiorentino, raznesli po celi Evropi.
- Sacco di Roma pomeni tudi zgodbo o propadu nekega mita, o humanističnem videnju oziroma viziji, o renesančnem snu; pomeni izgubo sakralnosti, ki je bila obnovljena s pomočjo antike. »Quanta Roma fuit ipsa ruina docet.« [15] [7]

## Slikovna zbirka
- Uniforma švicarske garde
- Stara Švicarska papeška garda v Lozani
- Švicarska garda v cerkvi sv. Petra
- Plenitev Rima, smrt poveljnika Borbona
- Ropanje po Rimu
- Mnogi so v plenitvi Rima videli Božjo kazen
- Sacco di Roma
Martin van Heemskerck 1527.